# 恋は大騒ぎ
「恋は大騒ぎ」（こいはおおさわぎ）は、1990年2月21日に発売された小田和正通算5作目のシングル。発売元はファンハウス。

## 解説
第一生命「パスポート21」のCMソングである。このCMは小田自身が企画・演出・出演の三役をこなした。コーラスにはEPOが参加。アルバム『Far East Café』に収録されている。
2007年9月23日に梅小路公園で行われたイベント『京都音楽博覧会』に小田がゲスト出演した際、くるりとのセッションで演奏した。

## 収録曲
1. 恋は大騒ぎ
作詞・作曲・編曲：小田和正
2. 恋は大騒ぎ (LESS VOCAL)